# Resolutie 1274 Veiligheidsraad Verenigde Naties
Resolutie 1274 van de Veiligheidsraad van de Verenigde Naties werd unaniem door de VN-Veiligheidsraad aangenomen op 12 november 1999, en verlengde de UNMOT-waarnemingsmissie in Tadzjikistan een laatste keer met een half jaar.

## Achtergrond
Na het uiteenvallen van de Sovjet-Unie, werden in 1991 verkiezingen gehouden in Tadzjikistan. Begin 1992 kwam de oppositie in opstand tegen de uitslag – de oud-communisten hadden gewonnen – ervan. Er brak een burgeroorlog uit tussen de gevestigde macht en hervormingsgezinden en islamisten uit de achtergestelde regio's van het land, die zich hadden verenigd. In 1997 werd onder VN-bemiddeling een
vredesakkoord gesloten.

## Inhoud
Het vredesproces in Tadzjikistan bleef sterke vooruitgang maken. Zeker nu de oppositie had aangekondigd te zullen ontwapenen en het hooggerechtshof van het land de ban op zijn politieke activiteiten had opgeheven. Op 6 november waren presidentsverkiezingen gehouden, wat ook een belangrijke stap op weg naar vrede was. Ook was de situatie in het land rustig en veiliger, hoewel in sommige gebieden nog steeds spanningen hingen.
De partijen werden opgeroepen verdere maatregelen te nemen om het vredesakkoord volledig uit te voeren en tijdig parlementsverkiezingen te houden. Het was van belang dat de Verenigde Naties en de OVSE bij dat laatste nauw betrokken werden. Het was de laatste belangrijke gebeurtenis tijdens de in het vredesakkoord voorziene overgangsperiode. Er bleef wel bezorgdheid over de humanitaire situatie. Ten slotte werd het mandaat van de UNMOT-waarnemingsmissie met zes maanden verlengd, tot 15 mei 2000. Secretaris-generaal Kofi Annan werd gevraagd in zijn volgende rapport de toekomstige rol van de VN in Tadzjikistan schetsen.

## Verwante resoluties
- Resolutie 1206 Veiligheidsraad Verenigde Naties (1998)
- Resolutie 1240 Veiligheidsraad Verenigde Naties

Lijst ·  1220 ·  1221 ·  1222 ·  1223 ·  1224 ·  1225 ·  1226 ·  1227 ·  1228 ·  1229 ·  1230 ·  1231 ·  1232 ·  1233 ·  1234 ·  1235 ·  1236 ·  1237 ·  1238 ·  1239 ·  1240 ·  1241 ·  1242 ·  1243 ·  1244 ·  1245 ·  1246 ·  1247 ·  1248 ·  1249 ·  1250 ·  1251 ·  1252 ·  1253 ·  1254 ·  1255 ·  1256 ·  1257 ·  1258 ·  1259 ·  1260 ·  1261 ·  1262 ·  1263 ·  1264 ·  1265 ·  1266 ·  1267 ·  1268 ·  1269 ·  1270 ·  1271 ·  1272 ·  1273 ·  1274 ·  1275 ·  1276 ·  1277 ·  1278 ·  1279 ·  1280 ·  1281 ·  1282 ·  1283 ·  1284